# وقت اللياقة (شركة)
وقت اللياقة هي نوادي رياضية تقدم مجموعة من الخدمات المتكاملة في المملكة العربية السعودية، مُصمَّم للعملاء الذين يرغبون في مجموعة واسعة من المرافق والخيارات اللياقة البدنية. وهي متاحة للمشتركين من عُمْر 16 سنة فأكبر. تأسست مراكز وقت اللياقة عام 2008 على يد مؤسسها عبد المحسن بن علي بن محمد الحقباني، عدد فروعها 135 فرعا (2019)، يعمل فيها أكثر من 2800 موظف. وتعد مراكز وقت اللياقة من أكبر المراكز الرياضية في منطقة الشرق الأوسط وشمال أفريقيا. مجهزة بأحدث الأجهزة المتطورة في مجال الرياضة واللياقة البدنية، كما أنها مطبقة أعلى المعايير العالمية للخدمة والسلامة. تنتشر فروع وقت اللياقة في المملكة العربية السعودية والإمارات العربية المتحدة . تم تصنيفها في عام 2018 كأفضل سلسلة أندية في الشرق الأوسط كما حققت الترتيب الـ 19 عالمياً. وأصبحت شركة عامة مدرجة في السوق المالية السعودية (تداول) منذ سبتمبر 2018.